# لیفان ۷۲۰
لیفان ۷۲۰ (انگلیسی: Lifan 720) یک خودروی اندازه متوسط ۴ در است که بوسیلهٔ لیفان موتورز، بخشی از گروه لیفان تولید می‌شد.

## بررسی
لیفان ۷۲۰ در نمایشگاه خودروی گوانگژو ۲۰۱۲ با قیمت ۷۹٬۸۰۰ یوان معرفی شد. این خودرو از یک موتور چهارسیلندر خطی ۱٫۸ لیتری قدرت می‌گیرد که حداکثر می‌تواند ۱۲۸ اسب بخار قدرت و ۱۶۸ نیوتن متر گشتاور تولید کند.

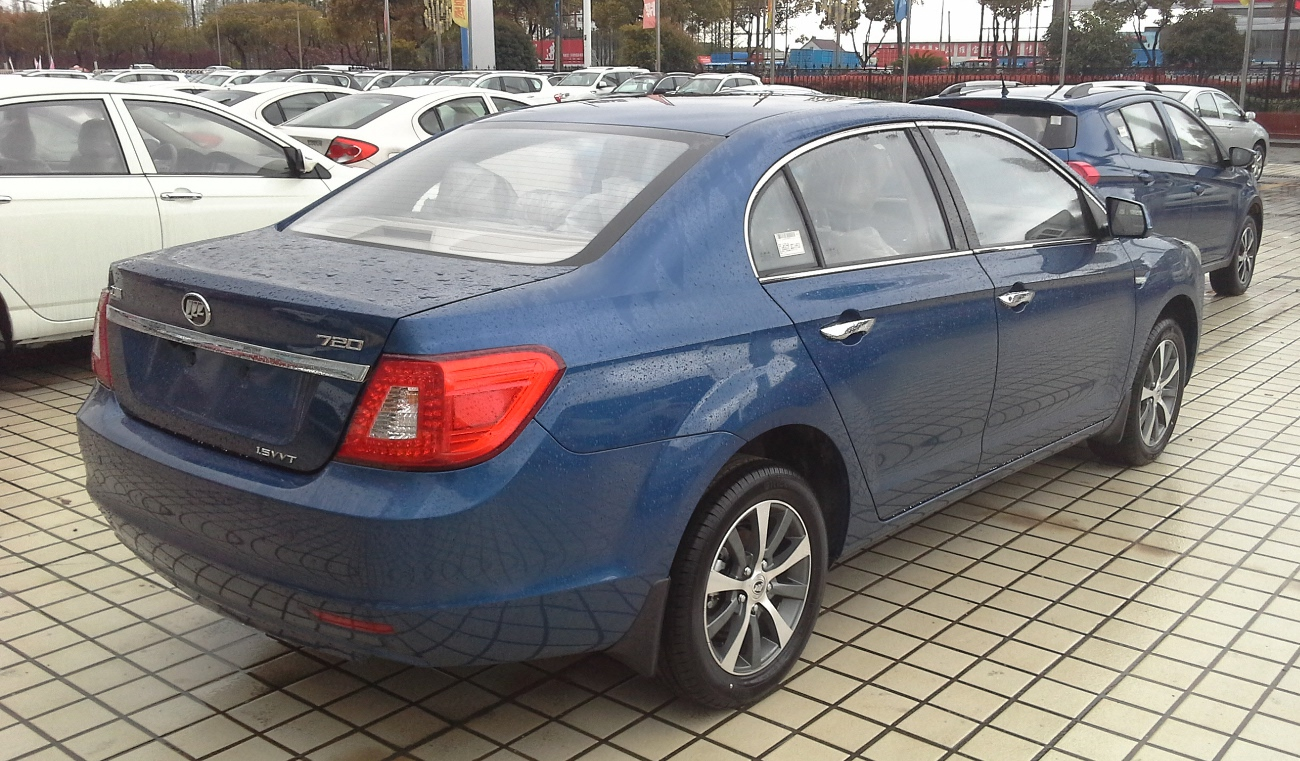
نمای عقب